# Liste der Gemeinden im Landkreis Eichstätt

Überblick über den Landkreis Eichstätt

Die Liste der Gemeinden im Landkreis Eichstätt gibt einen Überblick über die 30 kleinsten Verwaltungseinheiten des Landkreises. Von den Gemeinden sind zwei, die Große Kreisstadt Eichstätt und Beilngries, Kleinstädte und elf Märkte. In seiner jetzigen Form bildete sich der Landkreis nach der bayerischen Gebietsreform im Jahr 1972 aus dem Landkreis Eichstätt, der kreisfreien Stadt Eichstätt, dem nördlichen Teil des Landkreises Ingolstadt und Teilen der Landkreise Riedenburg, Beilngries und Hilpoltstein. Die heutige Gemeindegliederung war im Jahr 1979 abgeschlossen. Bei den Gemeinden ist vermerkt, zu welchem Landkreis der Hauptort der Gemeinde vor der Gebietsreform gehörte. Bei den Teilorten der Gemeinden ist das Jahr vermerkt, in dem diese der Gemeinde beitraten. Bei den Teilorten, die vor der Gebietsreform zu einem anderen Landkreis gehörten als der Hauptort der heutigen Gemeinde, ist auch dieses vermerkt.

## Beschreibung
Weiter gegliedert werden kann der Landkreis in vier Verwaltungsgemeinschaften (VG):
- VG Eichstätt: mit den Gemeinden Schernfeld, Pollenfeld und Walting;
- VG Eitensheim: mit den Gemeinden Eitensheim und Böhmfeld;
- VG Nassenfels: mit den Gemeinden Nassenfels, Adelschlag und Egweil;
- VG Pförring: mit den Gemeinden Pförring, Mindelstetten und Oberdolling;

Der Landkreis hat eine Gesamtfläche von 1214,41 km2. Die größte Fläche innerhalb des Landkreises besitzt der Markt Altmannstein mit 114,29 km2. Es folgen die Stadt Beilngries mit 100,13 km2, und die Märkte Kipfenberg mit 81,43 km2 und Titting mit 71,09 km2. Vier Gemeinden haben eine Fläche die größer ist als 50 km2, sechs sind größer als 40 km2, fünf größer als 30 km2 und drei Gemeinden sind über 20 km2 groß. Fünf Gemeinden erreichen eine Fläche von über 10 km2, welche dagegen von drei Gemeinden nicht überschritten wird. Die kleinsten Flächen haben die Gemeinden Egweil mit 9,39 km2, Lenting mit 8,47 km2 und Hepberg mit 4,14 km2. Die Fläche der Gemeindefreien Gebiete, die im Landkreis liegen, beträgt 5,42 km2.
Den größten Anteil an der Bevölkerung des Landkreises von 135.220 Einwohnern hat die Kreisstadt Eichstätt mit 13.884 Einwohnern, gefolgt von dem Markt Gaimersheim mit 12.484, der Stadt Beilngries mit 10.094 und dem Markt Kösching mit 9759. Zwei Gemeinden haben eine Bevölkerung von über 6.000 Einwohnern, eine über 5.000 und drei haben über 4.000 Bewohner. Mit über 3.000 Bewohnern gibt es drei, mit über 2.000 gibt es elf und mit über 1.000 gibt es im Landkreis sechs Gemeinden. Die drei kleinsten sind der Markt Mörnsheim mit 1570 sowie die Gemeinden Oberdolling mit 1352 und Egweil mit 1237 Einwohnern.
Der gesamte Landkreis Eichstätt hat eine Bevölkerungsdichte von 111 Einwohnern pro km2. Die größte Bevölkerungsdichte innerhalb des Kreises hat die flächenmäßig kleinste Gemeinde – Hepberg – mit 730 Einwohnern pro km2 gefolgt von der Gemeinde Lenting mit 579 und dem Markt Gaimersheim mit 443. Eine weitere Gemeinde hat ebenfalls eine Bevölkerungsdichte von über 300 Einwohnern pro km2, die Stadt Eichstätt hat über 200 Einwohner pro km2. Sieben Gemeinden haben genau bzw. über 100 Einwohner pro km2, davon liegen sechs über dem Landkreisdurchschnitt von 111 Einwohnern pro km2. Die restlichen 18 Gemeinden haben eine Bevölkerungsdichte von unter 100 Einwohnern pro km2. Die am dünnsten besiedelten Gemeinden sind die Märkte Kinding mit 49, Mörnsheim mit 47 und Titting mit 38 Einwohnern pro km2.

## Legende
- Gemeinde: Name der Gemeinde beziehungsweise Stadt und Angabe, zu welchem Landkreis der namensgebende Ort der Gemeinde vor der Gebietsreform gehörte
- Teilorte: Aufgezählt werden die ehemals selbständigen Gemeinden der Verwaltungseinheit. Dazu ist – wenn bekannt – das Jahr der Eingemeindung angegeben. Bei den Teilorten, die vor der Gebietsreform zu einem anderen Landkreis gehörten als der Hauptort der heutigen Gemeinde, ist auch dieses vermerkt[1]
- VG: Zeigt die Zugehörigkeit zu einer der vier Verwaltungsgemeinschaften
- Wappen: Wappen der Gemeinde beziehungsweise Stadt
- Karte: Zeigt die Lage der Gemeinde beziehungsweise Stadt im Landkreis
- Fläche: Fläche der Stadt beziehungsweise Gemeinde, angegeben in Quadratkilometer
- Einwohner: Zahl der Menschen die in der Gemeinde beziehungsweise Stadt leben (Stand: 31. Dezember 2023[2])
- EW-Dichte: Angegeben ist die Einwohnerdichte, gerechnet auf die Fläche der Verwaltungseinheit, angegeben in Einwohner pro km2 (Stand: 31. Dezember 2023[3])
- Höhe: Höhe der namensgebenden Ortschaft beziehungsweise Stadt in Meter über Normalnull[4]
- Bild: Bild aus der jeweiligen Gemeinde beziehungsweise Stadt

## Gemeinden
| Gemeinde                                                                     | Teilorte | VG            | Wappen                            | Karte                                                  | Fläche   | Einwohner | EW- Dichte | Höhe | Bild                                                                                    |
| ---------------------------------------------------------------------------- | --- | ------------- | --------------------------------- | ------------------------------------------------------ | -------- | --------- | ---------- | ---- | --------------------------------------------------------------------------------------- |
| Landkreis Eichstätt                                                          | |               | Wappen des Landkreises Eichstätt  | Lage des Landkreises Eichstätt in Bayern               | 1.214,41 | 135.220   | 111        |      | Bavariabuche bei Altmannstein im Landkreis Eichstätt – vor dem Windbruch im August 2006 |
| Adelschlag (gehörte vor der Gebietsreform zum Landkreis Eichstätt)           | Adelschlag Möckenlohe (1971) Ochsenfeld (1971) Pietenfeld (1971) | VG Nassenfels | Wappen der Gemeinde Adelschlag    | Lage der Gemeinde Adelschlag im Landkreis Eichstätt    | 51,98    | 3.022     | 58         | 436  |                                                                                         |
| Markt Altmannstein (gehörte vor der Gebietsreform zum Landkreis Riedenburg)  | Altmannstein Berghausen Breitenhill Hagenhill Hexenagger Laimerstadt Mendorf Neuenhinzenhausen Pondorf Sandersdorf Schafshill Schamhaupten Steinsdorf Tettenwang Winden |               | Wappen der Gemeinde Altmannstein  | Lage der Gemeinde Altmannstein im Landkreis Eichstätt  | 114,29   | 7.159     | 63         | 388  | Burg Altmannstein                                                                       |
| Stadt Beilngries (gehörte vor der Gebietsreform zum Landkreis Beilngries)    | Beilngries Amtmannsdorf Aschbuch Biberbach Eglofsdorf Grampersdorf Hirschberg Irfersdorf (gehörte vor der Gebietsreform zum Landkreis Eichstätt) Kevenhüll Kottingwörth Litterzhofen Oberndorf Paulushofen Wiesenhofen Wolfsbuch (gehörte vor der Gebietsreform zum Landkreis Riedenburg) |               | Wappen der Stadt Beilngries       | Lage der Stadt Beilngries im Landkreis Eichstätt       | 100,13   | 10.094    | 101        | 368  | Osterbrunnen in Beilngries                                                              |
| Böhmfeld (gehörte vor der Gebietsreform zum Landkreis Eichstätt)             | Böhmfeld | VG Eitensheim | Wappen der Gemeinde Böhmfeld      | Lage der Gemeinde Böhmfeld im Landkreis Eichstätt      | 16,28    | 1.710     | 105        | 487  |                                                                                         |
| Buxheim (gehörte vor der Gebietsreform zum Landkreis Eichstätt)              | Buxheim Tauberfeld |               | Wappen der Gemeinde Buxheim       | Lage der Gemeinde Buxheim im Landkreis Eichstätt       | 22,5     | 3.716     | 165        | 395  |                                                                                         |
| Denkendorf (gehörte vor der Gebietsreform zum Landkreis Eichstätt)           | Denkendorf Bitz Dörndorf Gelbelsee Schönbrunn Zandt |               | Wappen der Gemeinde Denkendorf    | Lage der Gemeinde Denkendorf im Landkreis Eichstätt    | 47,88    | 5.017     | 105        | 480  |                                                                                         |
| Markt Dollnstein (gehörte vor der Gebietsreform zum Landkreis Eichstätt)     | Dollnstein Breitenfurt Eberswang Obereichstätt |               | Wappen der Gemeinde Dollnstein    | Lage der Gemeinde Dollnstein im Landkreis Eichstätt    | 40,55    | 2.915     | 72         | 402  | Altmühltal bei Dollnstein                                                               |
| Egweil (gehörte vor der Gebietsreform zum Landkreis Eichstätt)               | Egweil | VG Nassenfels | Wappen der Gemeinde Egweil        | Lage der Gemeinde Egweil im Landkreis Eichstätt        | 9,39     | 1.237     | 132        | 395  |                                                                                         |
| Große Kreisstadt Eichstätt (war vor der Gebietsreform eine kreisfreie Stadt) | Eichstätt alle eingemeindeten Orte gehörten vor der Gebietsreform zum Landkreis Eichstätt Buchenhüll Landershofen Marienstein Wasserzell Wintershof |               | Wappen der Stadt Eichstätt        | Lage der Stadt Eichstätt im Landkreis Eichstätt        | 47,84    | 13.884    | 290        | 391  |                                                                                         |
| Eitensheim (gehörte vor der Gebietsreform zum Landkreis Ingolstadt)          | Eitensheim | VG Eitensheim | Wappen der Gemeinde Eitensheim    | Lage der Gemeinde Eitensheim im Landkreis Eichstätt    | 15,72    | 2.994     | 190        | 403  |                                                                                         |
| Markt Gaimersheim (gehörte vor der Gebietsreform zum Landkreis Ingolstadt)   | Gaimersheim Lippertshofen (1976) (gehörte vor der Gebietsreform zum Landkreis Eichstätt) |               | Wappen der Gemeinde Gaimersheim   | Lage der Gemeinde Gaimersheim im Landkreis Eichstätt   | 28,21    | 12.484    | 443        | 384  |                                                                                         |
| Großmehring (gehörte vor der Gebietsreform zum Landkreis Ingolstadt)         | Großmehring Demling Theißing |               | Wappen der Gemeinde Großmehring   | Lage der Gemeinde Großmehring im Landkreis Eichstätt   | 47,38    | 7.486     | 158        | 375  |                                                                                         |
| Hepberg (gehörte vor der Gebietsreform zum Landkreis Ingolstadt)             | Hepberg |               | Wappen der Gemeinde Hepberg       | Lage der Gemeinde Hepberg im Landkreis Eichstätt       | 4,14     | 3.023     | 730        | 430  | Kirche St. Oswald - Hepberg                                                             |
| Hitzhofen (gehörte vor der Gebietsreform zum Landkreis Eichstätt)            | Hitzhofen Hofstetten (1972) Oberzell (1972) |               | Wappen der Gemeinde Hitzhofen     | Lage der Gemeinde Hitzhofen im Landkreis Eichstätt     | 33,82    | 3.005     | 89         | 444  |                                                                                         |
| Markt Kinding (gehörte vor der Gebietsreform zum Landkreis Eichstätt)        | Kinding Badanhausen Enkering Erlingshofen Haunstetten Unteremmendorf |               | Wappen der Gemeinde Kinding       | Lage der Gemeinde Kinding im Landkreis Eichstätt       | 51,72    | 2.534     | 49         | 379  | Wehrkirche in Kinding                                                                   |
| Markt Kipfenberg (gehörte vor der Gebietsreform zum Landkreis Eichstätt)     | Kipfenberg Arnsberg (1971) Attenzell (1971) Biberg (1971) Böhming (1971) Buch (1971) Dunsdorf (1972) Grösdorf (1971) Hirnstetten (1972) Irlahüll (1971) Oberemmendorf (1972) Pfahldorf (1972) Schelldorf (1972)                                                                           |               | Wappen der Gemeinde Kipfenberg    | Lage der Gemeinde Kipfenberg im Landkreis Eichstätt    | 81,43    | 5.817     | 71         | 391  | Limes – Reste eines Wachturms                                                           |
| Markt Kösching (gehörte vor der Gebietsreform zum Landkreis Ingolstadt)      | Kösching Bettbrunn (gehörte vor der Gebietsreform zum Landkreis Riedenburg) Kasing |               | Wappen der Gemeinde Kösching      | Lage der Gemeinde Kösching im Landkreis Eichstätt      | 55,6     | 9.759     | 176        | 390  |                                                                                         |
| Lenting (gehörte vor der Gebietsreform zum Landkreis Ingolstadt)             | Lenting |               | Wappen der Gemeinde Lenting       | Lage der Gemeinde Lenting im Landkreis Eichstätt       | 8,47     | 4.900     | 579        | 385  | Blick auf Lenting                                                                       |
| Mindelstetten (gehörte vor der Gebietsreform zum Landkreis Riedenburg)       | Mindelstetten Hiendorf Hüttenhausen Offendorf | VG Pförring   | Wappen der Gemeinde Mindelstetten | Lage der Gemeinde Mindelstetten im Landkreis Eichstätt | 22,72    | 1.811     | 80         | 403  |                                                                                         |
| Markt Mörnsheim (gehörte vor der Gebietsreform zum Landkreis Eichstätt)      | Mörnsheim Altendorf Haunsfeld Mühlheim |               | Wappen der Gemeinde Mörnsheim     | Lage der Gemeinde Mörnsheim im Landkreis Eichstätt     | 33,48    | 1.570     | 47         | 415  | Gailachquelle in der Monheimer Alb                                                      |
| Markt Nassenfels (gehörte vor der Gebietsreform zum Landkreis Eichstätt)     | Nassenfels Meilenhofen Wolkertshofen | VG Nassenfels | Wappen der Gemeinde Nassenfels    | Lage der Gemeinde Nassenfels im Landkreis Eichstätt    | 18,46    | 2.352     | 127        | 389  | Burg Nassenfels                                                                         |
| Oberdolling (gehörte vor der Gebietsreform zum Landkreis Ingolstadt)         | Oberdolling Unterdolling (1978) | VG Pförring   | Wappen der Gemeinde Oberdolling   | Lage der Gemeinde Oberdolling im Landkreis Eichstätt   | 19,37    | 1.352     | 70         | 385  | Oberdolling Kupferstich von Michael Wening 1701                                         |
| Markt Pförring (gehörte vor der Gebietsreform zum Landkreis Ingolstadt)      | Pförring Ettling Forchheim (gehörte vor der Gebietsreform zum Landkreis Riedenburg) Lobsing (gehörte vor der Gebietsreform zum Landkreis Riedenburg) Wackerstein | VG Pförring   | Wappen der Gemeinde Pförring      | Lage der Gemeinde Pförring im Landkreis Eichstätt      | 43,54    | 4.093     | 94         | 356  | Pförring – Pfarrkirche St. Leonhard                                                     |
| Pollenfeld (gehörte vor der Gebietsreform zum Landkreis Eichstätt)           | Pollenfeld Preith (1978) Seuversholz (1972) Wachenzell (1972) Weigersdorf (1972) | VG Eichstätt  | Wappen der Gemeinde Pollenfeld    | Lage der Gemeinde Pollenfeld im Landkreis Eichstätt    | 45,66    | 3.065     | 67         | 532  | Pollenfeld – Kirche                                                                     |
| Schernfeld (gehörte vor der Gebietsreform zum Landkreis Eichstätt)           | Schernfeld Sappenfeld Schönau Schönfeld Workerszell | VG Eichstätt  | Wappen der Gemeinde Schernfeld    | Lage der Gemeinde Schernfeld im Landkreis Eichstätt    | 52,22    | 3.252     | 62         | 548  |                                                                                         |
| Stammham (gehörte vor der Gebietsreform zum Landkreis Ingolstadt)            | Stammham Appertshofen (1978) |               | Wappen der Gemeinde Stammham      | Lage der Gemeinde Stammham im Landkreis Eichstätt      | 39,04    | 4.115     | 105        | 484  |                                                                                         |
| Markt Titting (gehörte vor der Gebietsreform zum Landkreis Hilpoltstein)     | Titting Altdorf (1972) Emsing (1972) Erkertshofen (1978) Großnottersdorf (1972) Kaldorf (1978) Kesselberg (1972) Mantlach (1972) Morsbach (1972) Petersbuch (1978) Stadelhofen (1972) |               | Wappen der Gemeinde Titting       | Lage der Gemeinde Titting im Landkreis Eichstätt       | 71,09    | 2.726     | 38         | 447  |                                                                                         |
| Walting (gehörte vor der Gebietsreform zum Landkreis Eichstätt)              | Walting Gungolding (1972) Inching (1978) Pfalzpaint (1972) Pfünz (1972) Rapperszell (1972) Rieshofen (1972) | VG Eichstätt  | Wappen der Gemeinde Walting       | Lage der Gemeinde Walting im Landkreis Eichstätt       | 39,77    | 2.331     | 59         | 397  | Brücke in Pfünz                                                                         |
| Markt Wellheim (gehörte vor der Gebietsreform zum Landkreis Eichstätt)       | Wellheim Biesenhard Gammersfeld Hard Konstein |               | Wappen der Gemeinde Wellheim      | Lage der Gemeinde Wellheim im Landkreis Eichstätt      | 33,81    | 2.778     | 82         | 408  | Wellheim – Kirche und Pfarrhaus                                                         |
| Wettstetten (gehörte vor der Gebietsreform zum Landkreis Ingolstadt)         | Wettstetten Echenzell |               | Wappen der Gemeinde Wettstetten   | Lage der Gemeinde Wettstetten im Landkreis Eichstätt   | 12,49    | 5.019     | 402        | 396  |                                                                                         |
| Gemeindefreie Gebiete                                                        | Haunstetter Forst (5,42 km2) |               |                                   | Lage des Gemeindefreien Gebiets im Landkreis Eichstätt | 5,42     |           |            |      |                                                                                         |